# Wiener Hausfrauen-Zeitung
Die Wiener Hausfrauen-Zeitung erschien in den Jahren 1875 bis 1913 in Wien. Als Zusatz wurde zunächst „Organ für hauswirtschaftliche Interessen“  und später „Organ des Wiener Hausfrauen Vereines“ geführt. Die Zeitung erschien wöchentlich im Format 2°. 